# Dick Garrard
Richard Edward Garrard, detto Dick (Geelong, 21 gennaio 1911 – 3 marzo 2003), è stato un lottatore australiano, specializzato nella lotta libera.

## Palmarès

### Olimpiadi
- Argento a Londra 1948 nei pesi welter.

### Giochi del Commonwealth
- Oro a Londra 1934 nei pesi leggeri.
- Oro a Sydney 1938 nei pesi leggeri.
- Oro a Auckland 1950 nei pesi leggeri.
- Bronzo a Vancouver 1954 nei pesi leggeri.